# 朱由榛
朱由榛（？—1647年），是明朝益宣王朱翊鈏的孙子，郧西王朱常湖的儿子。1647年（清顺治四年，明永曆元年、监国鲁二年）七月初四，郧西王朱常湖于建宁府（今福建建瓯）起兵反清，九月廿一（1647年10月18日），海军将领许元烈、钟振风、刘有、吴元、许丹山等，在揭阳拥立朱由榛为监国。朱由榛就任监国的第三日（10月20日），吴元开门放清兵入城，潮州总兵车任重擒杀朱由榛、许元烈、钟振凤。